# Califato abasí

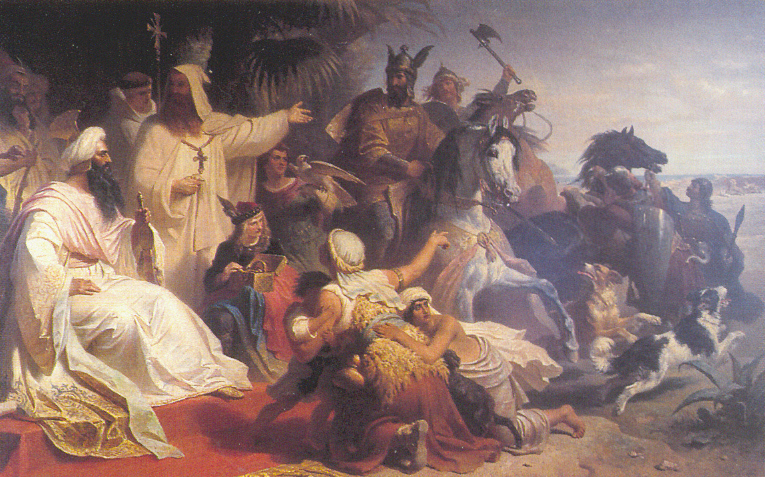
El califa Harún al-Rashid recibe a una delegación de Carlomagno. Pintura de Julius Köckert.

El Califato abasí (750-1258), llamado también Califato abásida (o abasida), fue una dinastía califal fundada en 750 por Abu l-Abbás, descendiente de Abbás, tío de Mahoma, que se hizo con el poder tras eliminar a la dinastía omeya y trasladó la capital de Damasco a Bagdad. Bagdad se convirtió en uno de los principales centros de la civilización mundial durante el califato de Harún al-Rashid, personaje de Las mil y una noches.
Los abasíes basaban su pretensión al califato en su descendencia de Abbás ibn Abd al-Muttálib (566-652), uno de los tíos más jóvenes del profeta Mahoma. Muhámmad ibn Alí, bisnieto de Abbás, comenzó su campaña por el ascenso al poder de su familia en Persia, durante el reinado del califa omeya Úmar II. Durante el califato de Marwán II, esta oposición llegó a su punto culminante con la rebelión del imán Ibrahim, descendiente en cuarta generación de Abbás, en la ciudad de La Meca (actual Arabia Saudita), y en la provincia de Jorasán (en Persia, actual Irán). La revuelta alcanzó algunos éxitos considerables, pero finalmente Ibrahim fue capturado y murió (quizás asesinado) en prisión en 747. Continuó la lucha su hermano Abdalah, conocido como Abu ul-'Abbás as-Saffah quien, después de una victoria decisiva en el río Gran Zab (un afluente del río Tigris que discurre por Turquía e Irak) en 750, aplastó a los omeyas y fue proclamado califa.
Al-Ándalus se independizó de los abasíes con Abd al-Rahmán I en 756, y en 776 se independizó el Norte de África. En el siglo X el poder imperial recayó en los sultanes selyúcidas.

Bandera usada por el Califato Abasi.

El sucesor de Abu al-'Abbás, Al-Mansur, fundó en 762 la ciudad de Madínat as-Salam (Bagdad), a la que traslada la capitalidad desde Damasco.
La época de máximo esplendor correspondió al reinado de Harún al-Rashid (786-809), a partir de la cual comenzó una decadencia política que se acentuaría con sus sucesores. El último califa, Al-Mu'tásim, fue asesinado en 1258 por los mongoles, que habían conquistado Bagdad. Hasta ese año hubo 37 califas abasíes, cuando el imperio fue conquistado por Hulagu, nieto de Gengis Jan. Sin embargo, un miembro de la dinastía pudo huir a Egipto y mantuvo el poder bajo el control de los mamelucos. Esta última rama de la dinastía se mantuvo en Egipto hasta la conquista otomana de 1517.

## Historia

### Revolución abasí (750-751)
Hasta mediados del siglo VIII los abasíes habían dado poco de qué hablar. Eran descendientes de Abbás, un tío del profeta Mahoma que no se había distinguido especialmente en los tiempos heroicos. Sus descendientes habían apoyado al califa Alí, y aunque no parece que mantuvieran relaciones cordiales con los omeyas, se habían establecido en Humayma, una pequeña aldea de Palestina. Como descendientes de Abbás, y por tanto parte del clan Banu Hashim (el mismo clan del profeta), los abasíes afirmaron ser los verdaderos sucesores del profeta en virtud de su linaje más cercano. Los abasíes también atacaban el carácter moral de los omeyas y su administración en general. Según Ira Lapidus, "La revuelta abasí fue apoyada en gran parte por árabes, principalmente los colonos agraviados de Merv con la adición de la facción yemení y sus mawali (conversos no-árabes)". Los abasíes también apelaron a los musulmanes no-árabes, conocidos como mawali, que permanecían fuera de la sociedad basada en el parentesco de los árabes y eran percibidos como una clase baja dentro del imperio omeya. Muhammad ibn 'Ali, bisnieto de Abbás, comenzó a hacer campaña en Persia para el regreso del poder a la familia del Profeta Mahoma, los Hashimitas, durante el reinado de Úmar II.
Más allá de las sutilezas genealógicas, el factor fundamental fue que supieron sacar provecho de los principales grupos opuestos a los omeyas, que basaban su ideario en colocar en el califato a un miembro de la familia del profeta. A tal fin, los abasíes empezaron a tejer una conspiración en Kufa. Para no cometer los errores de revueltas anteriores se fueron a la región fronteriza de Jorasán, donde habían emigrado muchos árabes , enviando a Abu Muslim. Este fue un personaje misterioso que proclamó que los omeyas habían traído la opresión, por lo que se necesitaba a un miembro de la familia del profeta para dirigir a la comunidad musulmana y vengar las atrocidades cometidas por los omeyas , sin revelar que el instigador de la revuelta era Ibrahim ben Muhámmad ben Alí , el cual esperaba en Humayma la evolución de los acontecimientos.
Mucha gente se unió al ejército de Abú Muslim. El resto es historia militar: el año 748, aprovechando la caótica situación que se vivía en el imperio de Marwán II, Abu Muslim conquista Merv, un año más tarde Kufa y poco después vence en la batalla del Zab. Entretanto capturan a Ibrahim ben Muhámmad ben ‘Ali y le matan , y cuando los rebeldes entran en Kufa, su sucesor, Al-Saffah (750-754), también conocido como Abu al-‘Abbás Abdulah ibn Muhámmad as-Saffah o Abul-‘Abbás al-Saffah, fue proclamado califa.
Por fin el secreto de quién era ese sucesor había sido desvelado, y hay constancia de que a algunos les causó una gran decepción. Para contrarrestar esta pérdida de apoyos, Al-Saffah hizo todo lo posible por atraerse a los jefes militares que habían formado la espina dorsal del antiguo ejército omeya. Además, las circunstancias en las que se había producido la ascensión requerían contar con más apoyo, lo que quedó muy claro cuando a la muerte de Al-Saffah, después de solo cuatro años de mandato, se planteó la cuestión sucesoria, que enfrentó a un hermano del fallecido, Abu Yá‘far, conocido como Al-Mansur, con su tío Abdalah. La crisis se decidió por las armas y si Al-Mansur pudo proclamarse finalmente califa (754-775) fue gracias al decidido apoyo que le otorgaron Abu Muslim y sus jorasaníes. Pero aun así el nuevo califa no pudo permitirse el ser agradecido y ejecutó a Abu Muslim valiéndose de engaños. Luego, ante el temor de nuevas revueltas entre sus familiares mandó encarcelar a varios de sus tíos y matar a familiares y allegados.
Durante su reinado mejoró la economía del país, que alcanzó gran prosperidad, implantó el árabe como lengua oficial y las letras y las ciencias florecieron bajo su reinado. Fue el fundador de Bagdad, Madínat al-Salam. Murió cerca de La Meca durante la peregrinación.

### SigloVIII
A Al-Mansur le sucede su hijo Al-Mahdi (775-785), este supo mantener y aumentar el rico califato que heredó de su padre. Continuó con las mejoras iniciadas por su padre, mejorando la industria alimentaria y textil y la calidad de las viviendas. Mientras tanto, los bizantinos, aprovechando las luchas internas desde los inicios del califato abasí, fueron apoderándose de Siria, para que al final el califa enviara tropas obligando a la emperatriz Irene a firmar la paz y a pagar un tributo anual. En Jorasán, donde no se consolidaba el islam, el guerrero Al-Muqanna, con la idea de revivir los ideales persas, se enfrentó a los abasíes llegando a conquistar Transoxania. Los ejércitos del califa lograron vencerle y Al-Muqanna se suicidó.
Al-Mahdi quiso que le sucediera su hijo menor, Harún, pero su primogénito no estaba de acuerdo y se enfrentó a su padre, que murió en el camino a la batalla contra su hijo. Le sucede entonces su primogénito, Musa al-Hadi, que tenía la intención de nombrar heredero a su hijo excluyendo de la línea sucesoria a su hermano Harún, pero murió antes de hacerlo. El celebérrimo Harún al-Rashid (786-809) es el califa abasí que mejor ilustra el apogeo de la dinastía. Se cuidó mucho de llamar a la yihad para extender el islam en Anatolia, aunque no avanzó demasiado. Se rodeó de gran lujo y boato, distanciándose de sus súbditos y se hacía llamar «la sombra de Alá en la tierra».
Tuvo que hacer frente a varias rebeliones: los jariyíes tomaron por dos veces Mosul pero fueron sometidos y el califa mandó derribar las murallas que la rodeaban. El emperador bizantino Nicéforo I rehusó pagar el tributo y tuvo que ser obligado a la fuerza. Los bereberes volvieron a rebelarse en Ifriqiya, y en Fez un rebelde llamado Idrís fundó el reino independiente de los idrísidas. Allí se dirigió un ejército de Ibrahim al-Aglab, que se sublevó en Túnez y fundó la dinastía de los aglabíes, con capital en Qayrawān (Cairuán). La mayoría de las revueltas se sofocaron con gran contundencia, por lo que se siguieron de un tiempo de calma. Se vivió un renacimiento cultural y se hicieron traducciones al árabe de textos griegos, persas y siríacos y basándose en esos conocimientos se realizaron grandes avances científicos. También alcanzaron gran auge la industria y el comercio.
En este momento se produce el inicio de la decadencia del califato. Provincias como Ifriqiya y Al-Ándalus se fueron independizando poco a poco y en Samarcanda se sublevó Rafi ben Layt que, en poco tiempo, independizó la Transoxania. En Jorasán se sublevaron los jariyíes y el propio califa acudió para sofocar la revuelta, pero murió antes de llegar.

### Cuarta Fitna
Con todo, el aspecto más importante que marcó el califato de Harún al-Rasid fue la cuestión sucesoria. En el año 803, justo antes de asestar su formidable golpe contra los barmáquidas, el califa hizo públicos los términos en que habría de producirse la sucesión: uno de sus hijos, Al-Amín, habría de convertirse en califa con el apoyo del ejército estacionado en Bagdad; su segundo hijo, Al-Mamún, habría de recibir la provincia de Jorasán, y aun cuando debía de prestarle fidelidad a su hermano su gobierno era independiente en la práctica. Apenas dos años después de la muerte de su padre, sus dos hijos se enzarzaron en una guerra civil de catastróficos resultados, conocida como guerra civil abásida o Cuarta Fitna. El episodio culminante de esta guerra fue el asedio a Bagdad por parte de las tropas de Al-Mamún (813-833), que se rindió en 813. Esta rendición no trajo el final de la guerra, que se alargó hasta el 819 por la decisión del califa de nombrar como heredero a Ali ibn Musa, conocido como Al-Rida (‘el elegido’) por ser un descendiente directo de Alí. Al final, y por razones algo oscuras, el propio califa dio fin a la conflagración. Tras deshacerse de los elementos persas que hasta entonces conformaban su círculo político decidió regresar a Bagdad. Al-Rida fue «convenientemente» envenenado (es considerado mártir por los chiíes duodecimanos) y la autoridad central restituida.

### SigloIX

Mapa del imperio abasí hacia 820.

Las conmociones políticas con las que se inauguró el siglo IX no fueron las únicas que azotaron al imperio. Detrás de ellas, y a veces claramente interrelacionadas, existieron importantes convulsiones sociales que ahora se manifiestan con gran virulencia y extensión geográfica.
Una de las razones de estas convulsiones fue la sombría situación de los campesinos. Sometidos a una fuerte presión tributaria, estaban obligados a pagar en dinero las cosechas, lo que significaba el venderlas a un precio más bajo cada vez que los agentes fiscales tenían la ocurrencia de aparecer por su aldea. La negativa o tardanza en el pago eran castigadas con una dureza ejemplar y la única salida que tenían era la huida de sus tierras, lo que provocaba que las comunidades se quedaran con menos miembros y con la misma cantidad a pagar.
En algunos casos las revueltas sociales adquirieron tintes de movimientos religiosos. Este es el caso de las revueltas que tuvieron como escenario Jorasán y que se basaron en el recuerdo de la carismática figura de Abú Muslim, que inspiró una doctrina de grupos conocidos con el nombre genérico de Jurrumiyya. Sus doctrinas le otorgaban a Abú Muslim el rango de profeta, negaban la resurrección, creían en la transmigración de las almas y predicaban la comunidad de mujeres, creencias directamente herederas del mazdakismo, el gran movimiento social y religioso que había conmocionado a la comunidad persa en el siglo VI.

Los califas abasíes del siglo (en verde).

Las conmociones sociales y políticas del siglo IX trajeron también el debilitamiento del antiguo ejército jurasaní que había llevado al poder a la familia abasí. El califato de Al-Mamún presenció la subida de un miembro de la familia abasí que fue quien mejor supo darse cuenta de estos cambios, Al-Mutásim. Este personaje alcanzó notoriedad gracias a su habilidad para rodearse de un ejército privado compuesto por unos pocos millares de soldados, en su mayoría turcos procedentes de territorios más allá de las fronteras del imperio.
Para sofocar las revueltas jariyíes de Jorasán, como la encabezada por Babak Khorramdin, envió a un oficial de ejército, Táhir, que sofocó la revuelta y gobernó la zona con gran acierto para independizarse posteriormente. A su muerte, su hijo instauró en la zona la dinastía de los tahiríes (822). También tuvo que hacer frente a los chiíes de Kufa y Basora y favorecer a los mu'tazilíes, cuyas ideas coincidían con su carácter intelectual. Esto provocó muchas tensiones, así como el arresto del imán Ahmad ibn Hanbal, fundador del hanbalismo, que se convirtió en un héroe para muchos. Al-Mamún intentó poner fin a estos descontentos renovando el pacto con los chiíes y nombrando al imán chií Al-Rida su heredero. No gustó en Bagdad esta decisión y el pueblo se sublevó, proponiendo como candidato a Ibrahim, hijo de Al-Mahdi.
Muere el califa cuando se dirigía a enfrentarse con los bizantinos y le sucede su hermano Al-Mu'tásim (833-842). En este califato aumentaron las rebeliones internas y la inseguridad. Su guardia personal de confianza estaba formada por esclavos turcos que fueron subiendo en la escala de la administración, lo que causó la protesta de la población de Bagdad. Por ello se hizo construir una nueva capital, Samarra, a 100 km de Bagdad, pero al contrario que ésta, no tuvo éxito. Los oficiales turcos fueron adquiriendo más poder, hasta el punto de que la vida del califa y el gobierno llegaron a depender de ellos. Algunos oficiales turcos (emires) se hicieron independientes y crearon sus propios estados. Además, la vida de lujo que llevaba el califa tenía que ser pagada mediante extorsiones a funcionarios.
Le sucedió su hijo Al-Wáthiq (842-847) y a este su hermano Al-Mutawákkil (847-861). Este último llevó a cabo un gobierno represivo. En el año 849 anuló los decretos que favorecían a los mutazilíes y excarceló a los presos por motivos religiosos. Persiguió a los chiíes y buscó apoyo en la ortodoxia, a la que concedió puestos de responsabilidad en la administración. Persiguió también a cristianos y judíos. Para huir de la presión turca mandó construir a las afueras de Samarra un grandioso palacio llamado Al-Gafariyya, pero este cambio no evitó que fuera asesinado en 861, víctima de un complot de uno de sus hijos y varios oficiales turcos.
Esta muerte señalaba un cambio en las relaciones entre los califas y sus «esclavos» militares turcos. Durante el periodo anterior los califas habían sido capaces de ejercer un control absoluto sobre esos soldados, pero a medida que pasaba el tiempo, este poder iba disminuyendo. Durante los nueve años posteriores a este asesinato (861-870), el califato abasí quedó sumido en el caos más absoluto. Cuatro califas se sucedieron durante este periodo, todos asesinados y en un estado virtual de guerra civil.
Como consecuencia de la debilidad de poder abasí, la situación de los territorios del islam cambió radicalmente. Esto supuso que cuando el califato pudo superar su crisis interna en los años posteriores a 870, ya no les fue posible mandar gobernadores a las provincias y esperar tranquilamente a que recaudaran los impuestos y mantuvieran el orden: ante el hecho consumado de que los poderes locales tenían una sólida implantación en sus provincias, los califas de Bagdad no tenían más remedio que hacer reconocer y conseguir que estos gobernantes locales mandaran las recaudaciones de su zona. Pero el proceso de desintegración era ya irreversible. De hecho, Ahmad ibn Tulun (gobernador de Egipto nombrado en el 868) desafió más al gobierno extendiendo su dominio también a Palestina y Siria, donde gobernó 37 años.
Pese a tener todos estos elementos en contra, durante los 30 últimos años del siglo IX, el califato abasí experimentó una fugaz recuperación de la mano de Al-Muwaffaq, que paradójicamente nunca ejerció como califa. Su logro fue aglutinar en torno a sí a los principales jefes del ejército turco. Con esta visión política, Al-Muwaffaq permitió que gobernara su hermano Al-Mutámid (870-892), aunque al final este califa fue relegado a un mero papel de comparsa. Ambos hermanos murieron uno después del otro en 891 y 892. Un hijo de Al-Muwaffaq conocido como Al-Mutádid (892-902) fue proclamado califa. Sus años de gobierno estuvieron marcados por luchas en todos los frentes, que en algunos casos tuvieron éxito (Siria y el norte de Mesopotamia y Egipto). No fue así en el oriente de Irán, que pasó a manos del emirato samaní.
Pese a todo esto, a comienzos del siglo X, el califato abasí parecía haber recuperado sus tiempos de esplendor; incluso los samaníes (gobernadores independientes), tenían que reconocer la soberanía califal. Con todo, este momentáneo resurgimiento se debió al buen gobierno de unos pocos califas. En cuanto el poder pasó a manos de califas peor dotados, todo este imponente edificio se derrumbó con pasmosa facilidad.

### Desintegración

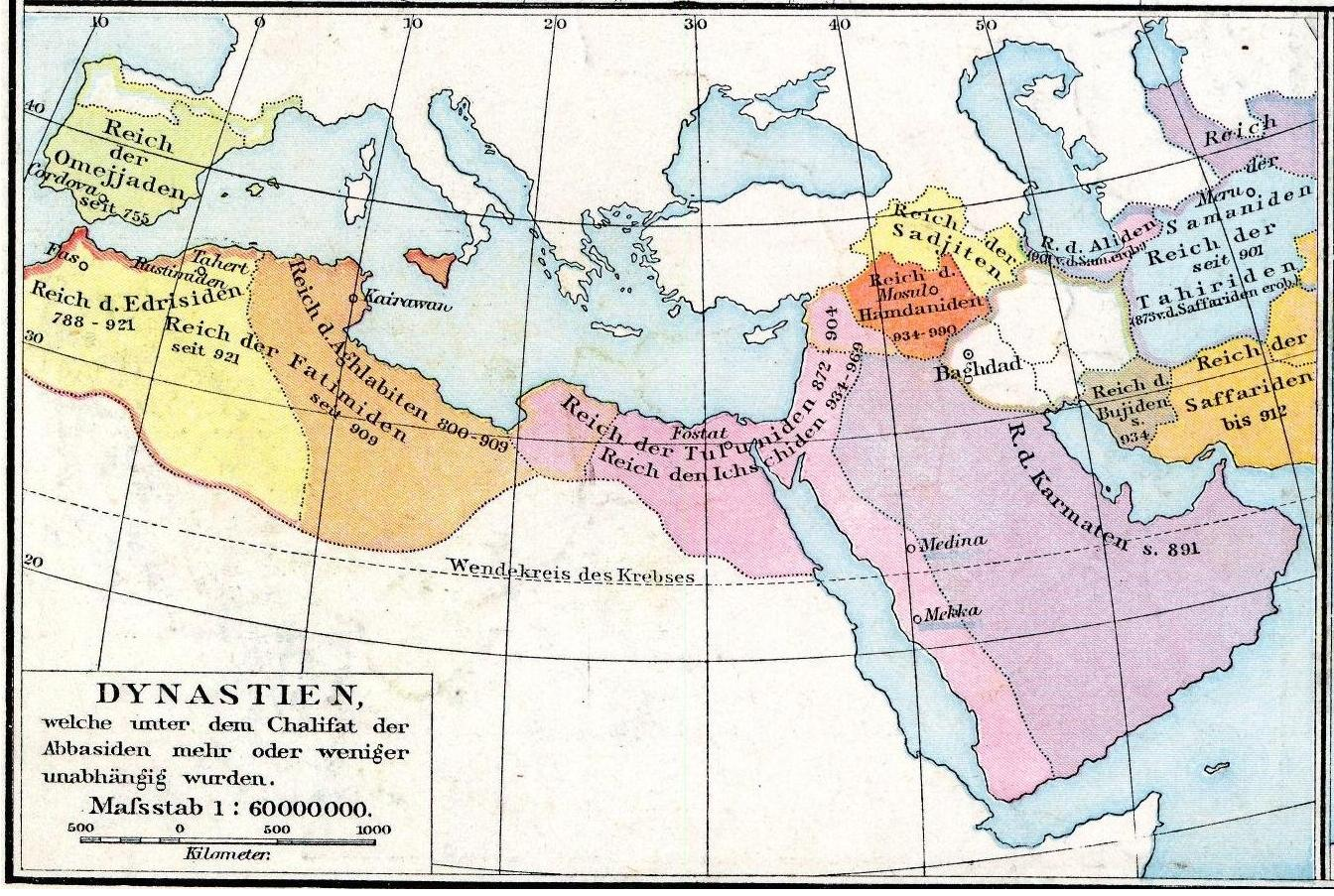
Mapa de la desintegración del Imperio abasí hacia el año 945.

Es muy significativo que esta desintegración se produzca en el momento en que el islam es asumido por la mayor parte de las poblaciones que habitan en la zona. Minoritaria hasta entonces, el islam comienza a ser la religión predominante entre los pueblos indígenas conquistados por los árabes tres siglos antes. Esta propagación de la fe trajo mayor uniformidad ideológica, pero también se acentuaron las divisiones sectarias.
La definitiva crisis del califato abasí se desarrolló entre los años 908 y 945. Durante este periodo cinco califas se sucedieron en Bagdad, de los cuales cuatro fueron depuestos por métodos violentos. Los sucesos y vaivenes políticos que jalonaron esta crisis fueron complejos. De hecho, fueron las intrigas de una facción de la burocracia civil las que permitieron que se proclamara califa a uno de los miembros más débiles y fácilmente manejables del linaje abasí, Al-Muqtádir (908-932), cuyo gobierno estuvo controlado por los visires, de grupos rivales que luchaban por acaparar los recursos fiscales. El asesinato de este califa fue consecuencia de la crisis de poder central y desató de forma ya imparable la espiral de crisis interna.
La falta de recursos tenía unas raíces complejas. Para hacer frente a la recaudación fiscal, los califas echaban mano de los arrendatarios, familias que adelantaban una suma al califa (la estimación de lo que se podía recaudar en una determinada zona) y luego eran ellos los responsables de recaudar los impuestos a los ciudadanos. Estos arrendatarios normalmente daban menos de lo que en realidad recaudaban, por lo que acumularon grandes fortunas y explotaban como podían a los campesinos para reunir más ganancias. Atrapado el gobierno central por la necesidad imperiosa de hacer pagos, sobre todo a un ejército siempre dispuesto a rebelarse, tuvo que ceder ante las presiones y permitir a los militares que recaudaran ellos mismos los impuestos. Eso dio lugar a la concesión de iqtá (igar), que suponía la concesión de territorios en los cuales no podían ejercer su autoridad agentes del gobierno central, sino que el beneficiario recaudaba los impuestos y le enviaba al califa una cantidad fijada de antemano que no pasaba de ser una cantidad simbólica. Durante este periodo se hizo frecuente también la ilya o himaya, donde un campesino se ponía bajo la protección de un señor cediéndole sus tierras. Con ello los campesinos buscaban ponerse al amparo de las arbitrariedades de los agentes fiscales y de las convulsiones causadas por las guerras. En algunas zonas contribuyó a imponer una situación servil sobre las poblaciones rurales.
En enero de 946 Ahmad b. Buya hizo su entrada en Bagdad al frente de un victorioso ejército. El califa abasí de turno no tuvo más remedio que cederle el poder efectivo, poniendo fin a varias décadas de lucha en las cuales los jefes del ejército se habían hecho con todo el poder. Esta familia, los buyíes, eran oriundos de Dailam (al norte de Irán). Tres hermanos buyíes, Alí, Áhmad y Hasan supieron aprovechar este momento de debilidad y reclutaron un ejército formado por dailamíes acumulando éxitos militares en todo su camino a Bagdad. Obligaron al califa a entregarles títulos grandilocuentes y a confiarles el gobierno de los territorios que habían conquistado. Tuvieron que establecer un sistema de iqtas y enrolar a turcos para su ejército, sistema que sobrevivió hasta la llegada de los selyuquíes. Uno de los rasgos que más ha llamado la atención sobre los buyíes es el hecho de que, a pesar de ser chiíes, no manifestaron ninguna predisposición contra el califato abasí y permitirían que sobrevivieran, aunque evidentemente reducido a un papel simbólico y que, paradójicamente, en este periodo pasaría a ser el punto de referencia espiritual de todos los musulmanes suníes.
El califa abasí, que cada vez se apoyaba más en las tribus turcas, pidió ayuda a los selyúcidas para expulsar a los buyíes de Bagdad. En 1055 los selyúcidas conquistaron la ciudad y se aliaron con los abasíes. El califa, cuyo poder era nominal, nombró al jefe turco, Tugril Beg Rey de Oriente y Occidente, y los turcos pasaron a ser soberanos del imperio. Gobernaban de forma represiva e intolerante con las diferentes ideas y religiones que gobernaban el califato, al que sumieron en una decadencia definitiva. Los turcos cedieron y compartieron el califato en el año 1055. Los sucesores de la hegemonía abasí tuvieron que enfrentarse a más amenazas exteriores, como los hamdaníes (norte de Mesopotamia y parte de Siria), cuyos orígenes son una tribu árabe muy anterior que, coincidiendo con la crisis del califato, afianzó su linaje y se apoderó de Mosul, entrando en conflicto directo con los buyíes. A esto se unió la toma de Alepo (944) por Sayf al-Dawla. La rama que gobernaba en Mosul sobrevivió hasta el año 979, cuando fue eliminada por los buyíes. Su frontera con el imperio bizantino también fue conflictiva, aunque su final llegó con la llegada de los fatimíes.

### Resurgimiento militar
Aunque el califa Al-Mustárshid fue el primero en formar un ejército capaz de enfrentarse al selyúcida, fue finalmente derrotado en 1135 y asesinado. El califa Al-Muqtafi II fue el primero de los abasíes en recuperar la independencia militar total del Califato, con la ayuda de su visir Ibn Hubayra. Después de casi doscientos cincuenta años de sometimiento a dinastías extranjeras, defendió con éxito Bagdad contra los selyúcidas en el asedio de Bagdad de 1157, lo que le otorgó el control de Irak. El reinado de Al-Násir (m. 1225) extendió el dominio del califato a todo el país, gracias en gran parte a las organizaciones futuwwa de los sufíes, que encabezaba el califa. Al-Mustánsir construyó la Universidad al-Mustansiriya en un intento de eclipsar la de Nizamiyya, construida por Nizam al-Mulk durante el periodo de señorío selyúcida.

### Invasión de los mongoles
En 1206, Gengis Kan estableció una poderosa dinastía entre los mongoles de Asia Central. Durante el siglo XIII, este imperio mongol conquistó casi toda Eurasia, incluyendo tanto China en el este, como gran parte del antiguo califato islámico y la Rus de Kiev en el oeste. La destrucción de Bagdad en 1258 por Hulagu Kan se considera tradicionalmente el final aproximado de la Edad de Oro. Los mongoles temían que un castigo sobrenatural cayera sobre ellos si derramaban la sangre de Al-Musta'sim, descendiente directo del tío de Mahoma y último califa abasí de Bagdad. Los chiitas de Persia indicaron que tal calamidad no había ocurrido a la muerte del imán chií Huséin; sin embargo, como medida de precaución y de acuerdo con un tabú mongol que prohibía derramar sangre real, Hulagu ordenó que Al-Musta'sim fuese envuelto en una alfombra y pisoteado hasta la muerte por los caballos el 20 de febrero de 1258. La familia inmediata del califa también fue ejecutada, con la excepción de su hijo menor, quien fue enviado a Mongolia, y una hija que se convirtió en esclava en el harén de Hulagu.

## Características del período de la dinastía abasí

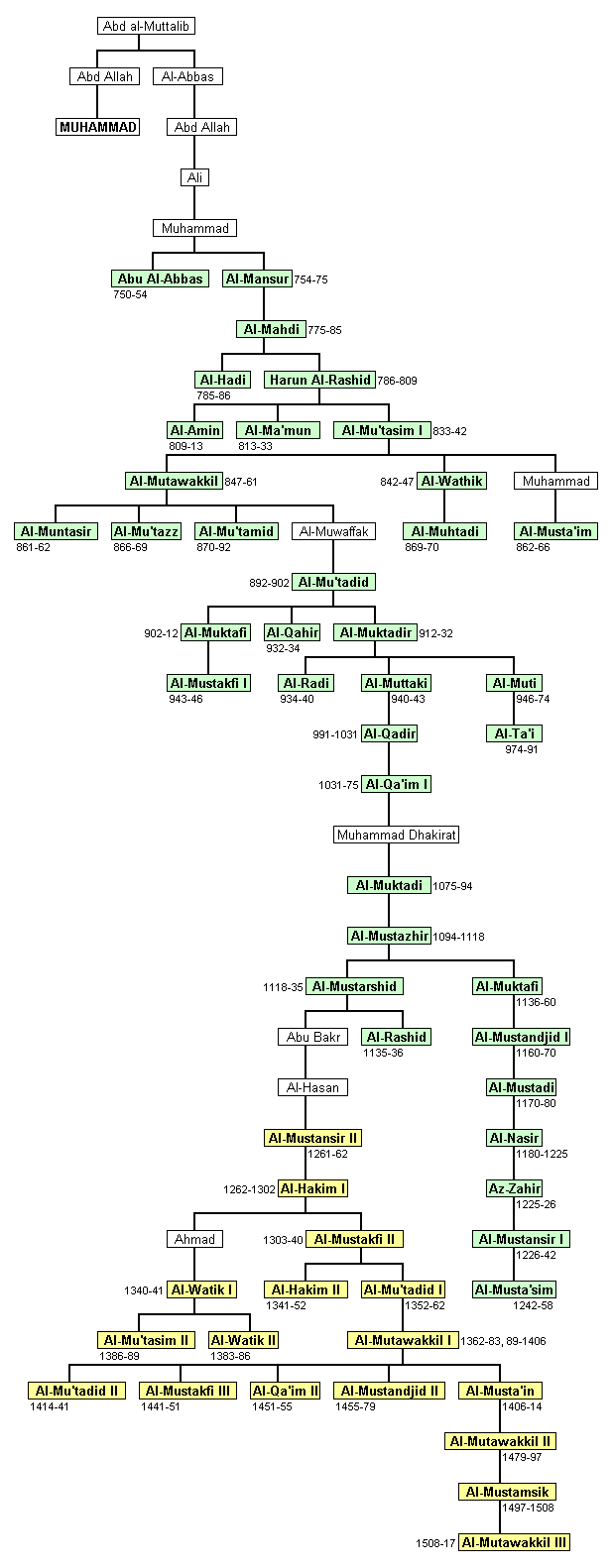
Árbol genealógico de la familia abasí. En verde, los califas abasíes de Bagdad. En amarillo, los califas abasíes de El Cairo. Se incluye el parentesco de los abasíes con el profeta Mahoma, señalado en mayúsculas (Pulsad para agrandar).

El período de la dinastía abasí fue de expansión y colonización. Crearon una gran y brillante civilización. Creció el comercio, florecieron las ciudades. Se hicieron extraordinarias realizaciones en arquitectura y artes en general. Bagdad fue un gran centro comercial. Los cuentos de Las mil y una noches reflejan la vida esplendorosa de esta ciudad.
Hay una gran actividad intelectual: historia, literatura, medicina, matemáticas griegas con la inclusión del álgebra y la trigonometría, geografía, etc. Gran importancia de la jurisprudencia. Con los abasíes en el poder, el último omeya se trasladó a Al-Ándalus, donde se arrogó el título de emir. Sus descendientes se separarían, creando un califato independiente.

## Organización del Imperio
Los abasíes, aupados en el poder por un movimiento que tuvo en el componente ideológico y el potencial militar sus principales bazas, pudieron imponer en un primer momento un alto grado de centralización en todo el imperio, con la excepción de Al-Ándalus y el norte de África.
La pretensión de que los abasíes eran miembros de la familia del profeta legitimó totalmente la dinastía; así, no fueron criticados por la sucesión dinástica y solo tuvieron que enfrentarse a los partidarios de la rama de Alí, que se sentían decepcionados con la forma de gobernar de los califas y anularon el pacto firmado con los abasíes. En estos enfrentamientos murió Muhámmad, el biznieto del profeta, que se hizo fuerte en Medina y su hermano Ibrahim, que se había sublevado en Basora. Aparte de la familia, los abasíes tuvieron un sólido apoyo: los mawali adscritos al linaje abasí que fueron empleados en la administración central y provincial. Algunos de los mawalis llegaron a formar familias de servidores de la administración. Los barmakíes se hicieron legendarios en poder e influencia dentro de la administración, hasta que en 803 todo esto llegó a su fin. El califa Harún al-Rashid hizo que la familia cayera en picado, encarcelando a unos y matando a otros.
También fue de gran importancia la aristocracia militar, ya que el ejército pasó a organizarse por el criterio de la procedencia geográfica de la tropa, y no en ficticias afiliaciones tribales como en la época omeya. Hay cambios políticos de marcada influencia persa: los califas abasíes ostentaron la jefatura religiosa y política. Se rodearon de un gran ceremonial jerárquico que estaba supervisado por un chambelán, dejaron las tareas de gobierno en manos de un gran visir, con plenitud de poderes, que presidía un consejo formado por los jefes de los distintos diwan o departamentos administrativos.
- Diwan al-harag: tenía a su cargo el erario del Estado, administraba los ingresos recaudados en los impuestos y tasas a los que estaba sometido el califato. Durante este periodo se generalizaron y gravaron los impuestos para todos los musulmanes (diezmo de sus cosechas) y sobre el resto de la población. También se gravaron las importaciones y exportaciones.
- Diwan al-nafaqat: regulaba los gastos de palacio.
- Diwan al-tawqid: se ocupaba de la correspondencia del califa.
- Diwan al-barid: encargado de las comunicaciones oficiales y la información secreta.
- Diwan al-shurta: tenía a su cargo el mantenimiento del orden. En las ciudades un jefe de policía, sahib al-shurta, estaba a cargo de los policías que mantenían el orden. Por otro lado, Al-Muhtasib se encargaba de la vigilancia en los mercados. En las provincias la autoridad la ostentaban un gobernador y un superintendente, con cierto grado de autonomía, pero controlados por el administrador de correos.

Al conjunto de estos cambios los abasíes los llamaron dawla, «revolución de la fortuna».

## Demografía
A mediados del siglo VIII, los califatos omeya y abásida abarcaban un área de 11,1 millones de km²; ningún imperio anterior había sido tan extenso. Sin embargo, en menos de una década el Califato empezó a reducirse al perder el control de Al-Ándalus y pocas décadas después, sufrió nuevas pérdidas al surgir los emiratos idrisí, rustumí y aglabí. A mediados del siglo IX, los califas reinaban nominalmente sobre un área de 9,5 millones de km², pero en menos de la mitad su poder era real, y una centuria más tarde sólo controlaban políticamente el actual Irak. El historiador austriaco Walter Scheidel afirmó que el Califato era más extenso territorialmente que los imperios aqueménida, mauria, romano o han, pero mucho menos poblado.
Según la historiadora estadounidense Pamela Kyle Crossley, el Califato era muy superior en extensión y población a todos los demás estados de su tiempo, de hecho, en términos demográficos sólo los dominios de la dinastía Tang en China se le podían comparar. En el reinado de Harún al-Rashid, el Califato abarca unos 10 millones de km² que eran habitados por 50 millones de personas. Para comparar los Tang dominaban un territorio de la mitad de extensión pero más poblado, aproximadamente un 30% más. En el Occidente, donde estaban los principales rivales de los abasíes, todos los Estados eran muy pequeños en comparación. El Imperio romano de Oriente contaba con apenas 7,5 millones de habitantes en millón y medio de km², el Imperio carolingio con 5 millones de habitantes en un millón de km², el Califato omeya de Córdoba (Al-Ándalus) con 3,5 millones de habitantes en 400 000 km², y los reinos cristianos de la península ibérica apenas medio millón de habitantes en 160 000 km².
Por su parte, el historiador egipcio Charles Issawi estimaba que cuando se produjo la revolución abasí, los dominios musulmanes iban desde Hispania hasta el noroeste del subcontinente indio, 9,8 millones de km², aunque por la dureza del clima sólo 2,1 millones eran aptos para una vida sedentaria con una población de 28 a 36,5 millones de habitantes distribuidos del siguiente modo: 10 a 13 millones en los antiguos dominios romanos de Egipto, Siria y el norte de África, 5 a 6 millones en Hispania, 1,5 a 2 millones en la península arábiga, 5 a 6 millones en el actual Irak, 3 a 4 millones en el actual Irán, y 3,5 a 5,5 millones en Asia Central, Afganistán y el subcontinente indio. Posteriormente, para los siglos X y XI, Issawi cree que la población pudo crecer un 25%, es decir, alcanzar los 35 a 40 millones, siendo más del doble en territorio y población que los dominios romanos de la época. Otra estimación importante fue hecha por el británico Colin McEvedy, quien calculó que la población del califato creció de 21 a 26 millones entre los años 700 y 1000, descendiendo luego a 22 millones para el año 1300 por la destrucción causada por las invasiones mongolas al Este y las beduinas en el Magreb. El profesor israelí Marwan Hassan estimaba que entre 800 y 1200, la población bajo dominio islámico pudo ser de 43 a 52 millones distribuidos de la siguiente manera: 6 a 10 millones en la península ibérica, 6 a 10 millones desde Marruecos a Libia, 10 millones en Egipto (Misr), 6 millones en Siria, Palestina, la península arábiga y Yemen, 15 a 20 millones desde Mesopotamia (Irak) al Este. Los árabes, kurdos, persas y bereberes eran mayoritariamente musulmanes, pero vivían con una variedad de judíos, cristianos y zoroastrianos.
Respecto a las ciudades, el economista Ronald Findlay creía que en su época dorada las capitales duales de Bagdad y Samarra pudieron alcanzar el millón de habitantes, aunque probablemente fueran "apenas" medio millón, lo mismo que Fustat-Cairo o Córdoba. Basra tendría al menos doscientos mil, Nishapur de cien a quinientos mil y Fez y Cairuán varios cientos de miles. En cambio, su colega Tertius Chandler creía que hacia el año 800 Bagdad tendría hasta setecientos mil habitantes y las ciudades de Basra, Damasco y Kufa varios cientos de miles y La Meca 100 000. Sin embargo, para el año 1000 la capital del fragmentado califato habría quedado reducida a una población de 125 000, siendo igualada por Nishapur y superada por Al-Hasa con ciento cincuenta mil; por su parte, Basra se habría reducido a unos cincuenta mil residentes y Damasco a un número ligeramente mayor. Por último, hacia el año 1200, poco antes de las invasiones mongolas, Bagdad apenas tendría 100 000 habitantes, ligeramente superando a Damasco y Nishapur. Por entonces, las principales ciudades del mundo islámico serían El Cairo, que duplicaba a la antigua capital abasí, y Fez, que alcanzaba el cuarto de millón de habitantes.

## Lista de califas abasíes de Bagdad y El Cairo
| Califa abasí de Bagdad     | Vida      | Reinado   |
| -------------------------- | --------- | --------- |
| Revolución abasí           |           |           |
| Abul-‘Abbás al-Saffaḥ      | 721-754   | 750-754   |
| Al-Mansur                  | 712-775   | 754-775   |
| Esplendor abasí            |           |           |
| Al-Mahdi                   | 744-785   | 775-785   |
| Al-Hadi                    | 764-786   | 785-786   |
| Harún al-Rashid            | 763-809   | 786-809   |
| Al-Amín                    | 787-813   | 809-813   |
| Al-Mamún                   | 786-833   | 813-833   |
| Al-Mutásim                 | 796-842   | 833-842   |
| Al-Wáthiq                  | 812-847   | 842-847   |
| Al-Mutawákkil              | 821-861   | 847-861   |
| Anarquía de Samarra        |           |           |
| Al-Muntásir                | 837-862   | 861-862   |
| Al-Musta'ín                | 836-866   | 862-866   |
| Al-Mu'tazz                 | 847-869   | 866-869   |
| Al-Muhtadi                 | ¿-870     | 869-870   |
| Renacimiento abasí         |           |           |
| Al-Mu'támid                | ¿-892     | 870-892   |
| Al-Mu'tádid                | 857-902   | 892-902   |
| Al-Muktafi                 | 878-908   | 902-908   |
| Período de fragmentación   |           |           |
| Al-Muqtádir (1ª vez)       | 895-932   | 908-929   |
| Al-Qáhir (1ª vez)          | 899-950   | 929       |
| Al-Muqtádir (2ª vez)       | 895-932   | 929-932   |
| Al-Qáhir (2ª vez)          | 899-950   | 932-934   |
| Ar-Radi                    | 909-940   | 934-940   |
| Al-Muttaqui                | 908-968   | 940-944   |
| Influencia búyida          |           |           |
| Al-Mustakfi                | 905-946   | 944-946   |
| Al-Mutí                    | 913-974   | 946-974   |
| At-Ta'i                    | 932-1003  | 974-991   |
| Al-Qádir                   | 947-1031  | 991-1031  |
| Al-Qa'im                   | 1001-1075 | 1031-1075 |
| Influencia selyúcida       |           |           |
| Al-Muqtadi                 | 1056-1094 | 1075-1094 |
| Al-Mustázhir               | 1078-1118 | 1094-1118 |
| Al-Mustárshid              | 1092-1135 | 1118-1135 |
| Ar-Ráshid                  | 1109-1138 | 1135-1136 |
| Renacimiento militar abasí |           |           |
| Al-Muqtafi II              | 1096-1160 | 1138-1160 |
| Al-Mustányid               | 1124-1170 | 1160-1170 |
| Al-Mustadí                 | 1142-1180 | 1170-1180 |
| An-Násir                   | 1158-1225 | 1180-1225 |
| Invasión mongola           |           |           |
| Az-Záhir                   | 1175-1226 | 1225-1226 |
| Al-Mustánsir               | 1192-1242 | 1226-1242 |
| Al-Musta'sim               | 1213-1258 | 1242-1258 |

| Califa abasí de El Cairo   | Vida        | Reinado   |
| -------------------------- | ----------- | --------- |
| Dominio mameluco bahrí     |             |           |
| Al-Mustánsir II            | c.1210-1261 | 1261      |
| Al-Hákim I                 | c.1247-1302 | 1262-1302 |
| Al-Mustakfi I              | 1285-1340   | 1302-1340 |
| Al-Wáthiq I                | ¿-1341      | 1340-1341 |
| Al-Hákim II                | ¿-1352      | 1341-1352 |
| Al-Mu'tádid I              | ¿-1362      | 1352-1362 |
| Al-Mutawákkil I (1ª vez)   | ¿-1406      | 1362-1377 |
| Al-Musta'sim               | ¿-1389      | 1377      |
| Al-Mutawákkil I (2ª vez)   | ¿-1406      | 1377-1383 |
| Dominio mameluco buryí     |             |           |
| Al-Wáthiq II               | ¿-1386      | 1383-1386 |
| Al-Mu'tásim                | ¿-1389      | 1386-1389 |
| Al-Mutawákkil I (3ª vez)   | ¿-1406      | 1389-1406 |
| Al-Musta'in                | 1390-1430   | 1406-1414 |
| Al-Mu'tádid II             | ¿-1441      | 1414-1441 |
| Al-Mustakfi II             | 1388-1451   | 1441-1451 |
| Al-Qa'im II                | ¿-1458      | 1451-1455 |
| Al-Mustányid               | ¿-1479      | 1455-1479 |
| Al-Mutawákkil II           | 1416-1497   | 1479-1497 |
| Al-Mustamsik (1ª vez)      | ¿-1521      | 1497-1508 |
| Al-Mutawákkil III (1ª vez) | ¿-1543      | 1508-1516 |
| Al-Mustamsik (2ª vez)      | ¿-1521      | 1516-1517 |
| Al-Mutawákkil III (2ª vez) | ¿-1543      | 1517      |